# Національний парк Белезма
Національний парк Белезма (араб. الحظيرة الوطنية بلزمة) — національний парк, що знаходиться на півночі Алжиру у провінції Батна. 
Національний парк Белезма є однією з головних природних цінностей Алжиру. Створений в 1984 році, парк займає територію понад 262,5 км², унікальність якої полягає в тому, що в межах її кордонів клімат неодноразово змінюється - від вологого холодного до сухого напівпустельного. Основними вершинами в парковій зоні є Джебель Тічау (2136 м) і Джебель Рефаа (2178 м) — найвища гора масиву Белезма.

## Флора та фауна
У парку Белезма зареєстровано 447 видів рослин та 309 видів тварин. Тут росте близько 14% всіх видів рослин Алжиру, а також близько 59 вимираючих видів тварин. Серед найбільш охоронюваних значиться газель Кюв'є, яка трапляється лише в восьми країнах Африки. Загальна чисельність популяції цього виду становить всього близько двох тисяч особин. Другий вид, що знаходиться на межі вимирання - це Газель доркас, популяція якої в останні роки сильно зменшилася через розгул браконьєрства. 
Яскравим представником світу тварин, якого також можна побачити тут, є дикі кішки - сервали. Зовні вони схожі на леопарда, проте відрізняються більшими лапами і вухами в порівнянні із загальними розмірами тіла. Цікаво відзначити, що ареал цієї тварини знаходиться за південною межею пустелі Сахара, а на території Алжиру збереглася невелика реліктова популяція сервала.